# Solnhofen
Solnhofen är en kommun och ort i Landkreis Weißenburg-Gunzenhausen i Regierungsbezirk Mittelfranken i förbundslandet Bayern i Tyskland. I området har flera välbevarade fossil hittats.
Orten ligger i dalen av floden Altmühl. I närheten finns flera stenbrott med kalk från perioden yngre jura som innehåller 150 miljoner år gamla fossil. Kalken lagrades i horisontella skikt och på grund av den låga salthalten som fanns i vattnet är fossilen i särskilt bra skick. Speciellt uppmärksammade är tio exemplar av urfågeln Archaeopteryx. Kalksten från Solnhofen användes även av Alois Senefelder när han uppfann litografin.
Asteroiden 3229 Solnhofen är uppkallad efter orten.